# Daorson
Daorson (gr. Δαορσών) – stanowisko archeologiczne, dawna stolica iliryjskiego plemienia Daorsów położona na terenie dzisiejszej wsi Ošanjići przy mieście Stolac w Bośni i Hercegowinie; zachowały się ruiny, w tym fragmenty megalitycznego muru.

## Historia
Zhellenizowane plemię Daorsów żyło w Neretwy. Daorsi posługiwali się językiem greckim. Utrzymywali kontakty handlowe z Grecją. Teren miasta, zasiedlony prawdopodobnie od około 4000 lat p.n.e. (z pewnością był zamieszkały pod koniec epoki brązu), został otoczony wielkimi murami prawdopodobnie pod koniec IV w. p.n.e. Monety z inskrypcjami DAORSON po grecku były w użyciu prawdopodobnie w I w. p.n.e. na terenie dzisiejszej Hercegowiny i to na ich podstawie przypuszcza się, że miejscowość tak właśnie się nazywała. Zabudowania akropolu powstały zapewne około I w. p.n.e.
Daorson został zniszczony w latach 43-44 n.e. Na obszarze miasta znaleziono liczne miniaturowe metalowe figurki, płaskorzeźbione płytki, graffiti na ceramicznych skorupach, fragmenty kamiennych posągów. Jednym z najcenniejszych znalezisk jest grecki hełm z inskrypcją ΠΙИ, który pochodzi zapewne z III w. p.n.e. Stanowisko archeologiczne zostało uznane za narodowy zabytek w 2003 roku, jest także wpisane na listę informacyjną UNESCO. Pomimo rangi obiektu nie podjęto żadnych działań zabezpieczających. Ruiny miasta można zwiedzać samodzielnie i bezpłatnie. 

## Architektura
Miasto było położone na wzgórzu na terenie dzisiejszej wsi Ošanjići, na wschód od miasta Stolac. Składała się z akropolu, a także części gospodarczej i mieszkalnej. Otaczały ją masywne, kamienne mury oraz dwie wieże.

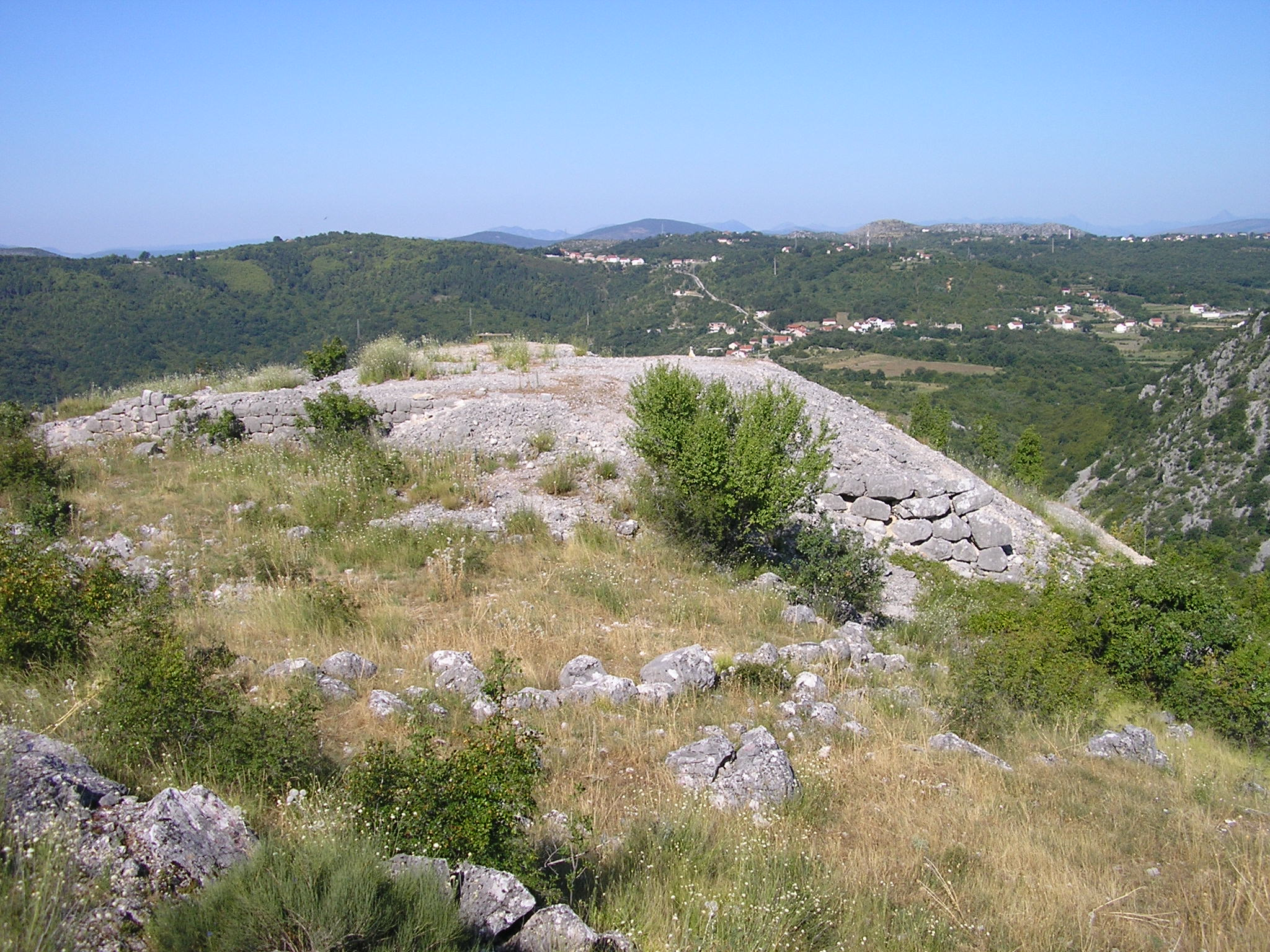
Płaskowyż (2019)
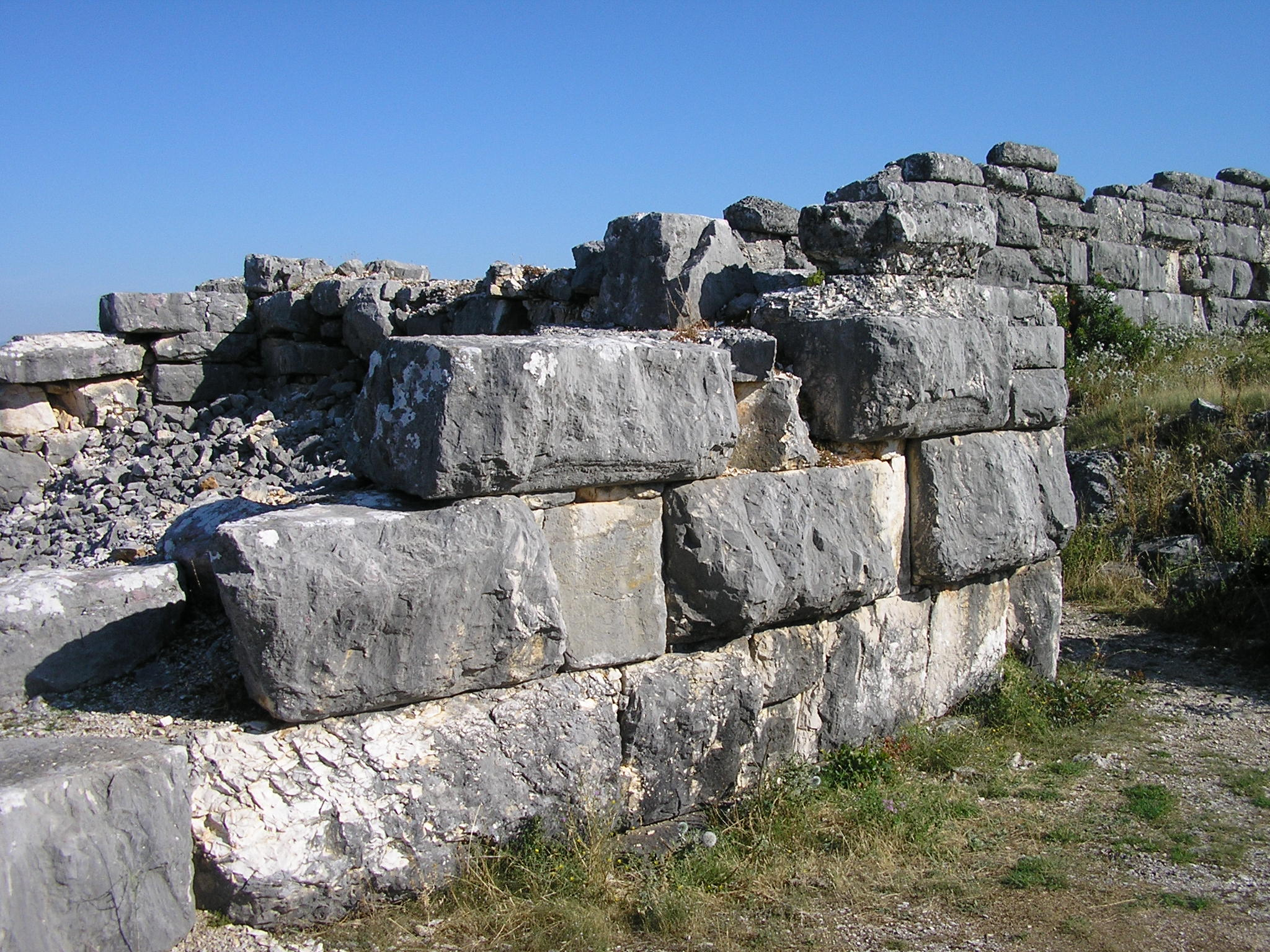
Mur (2019)
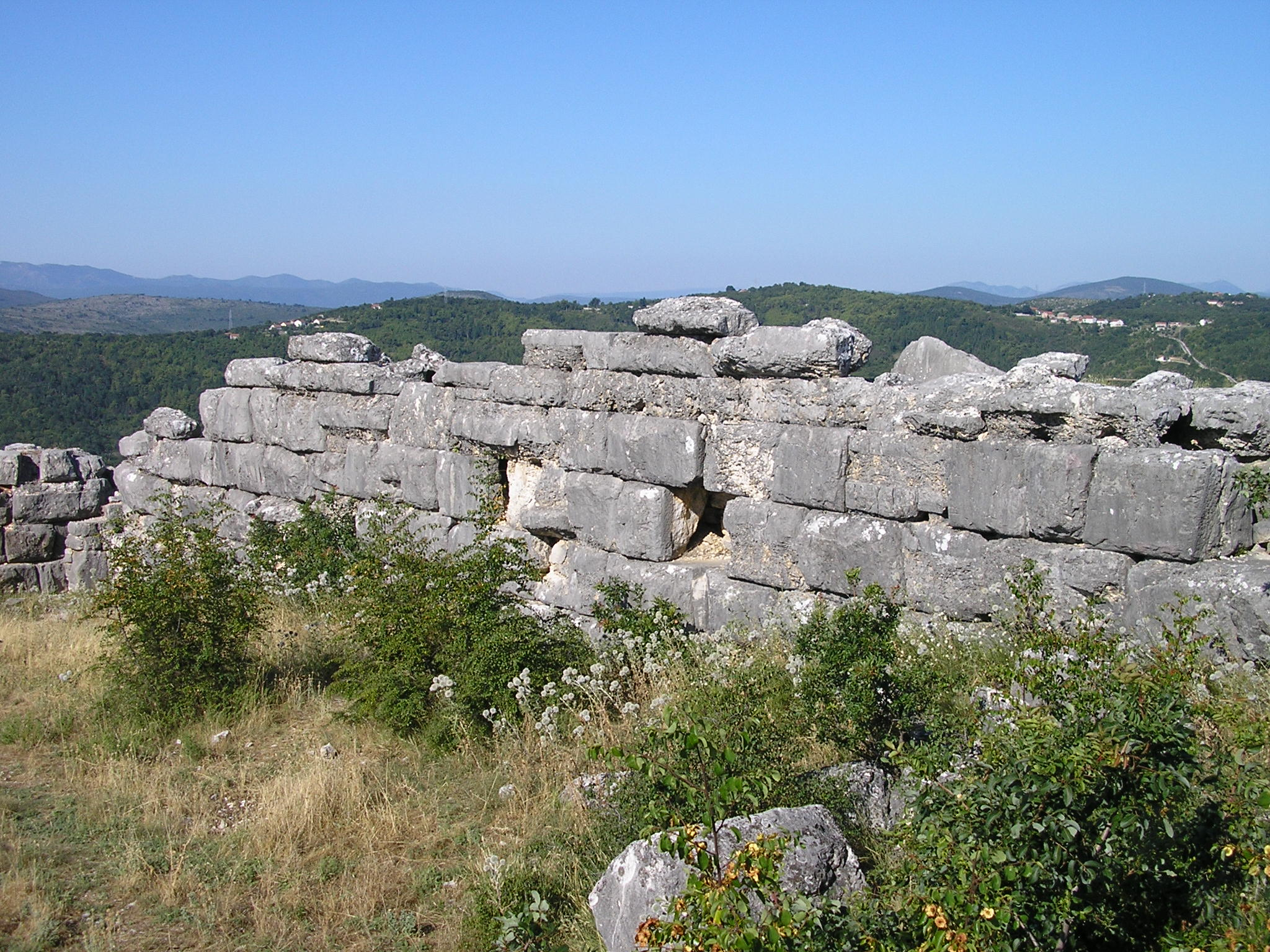
Mur (2019)
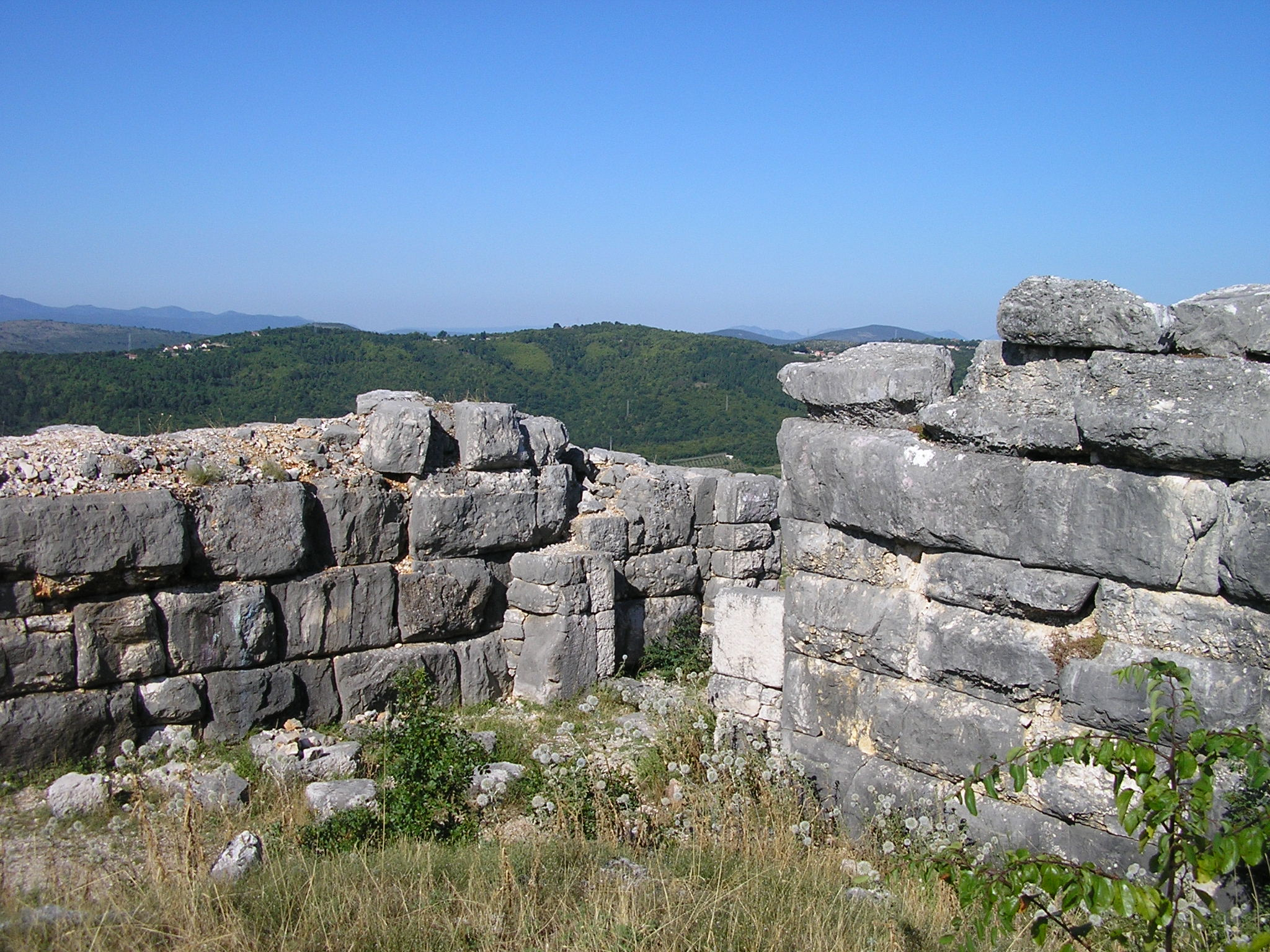
Mur (2019)
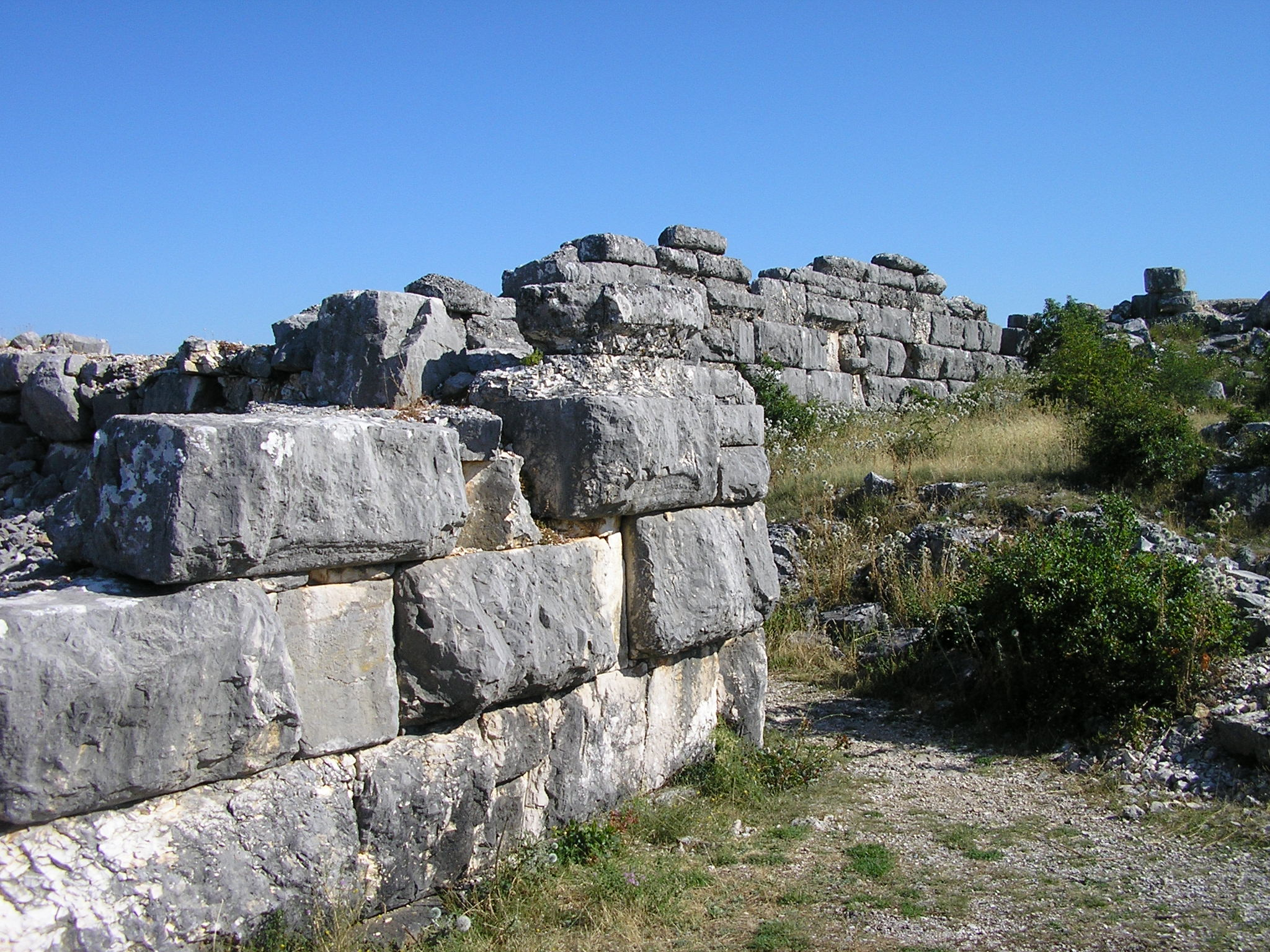
Mur (2019)
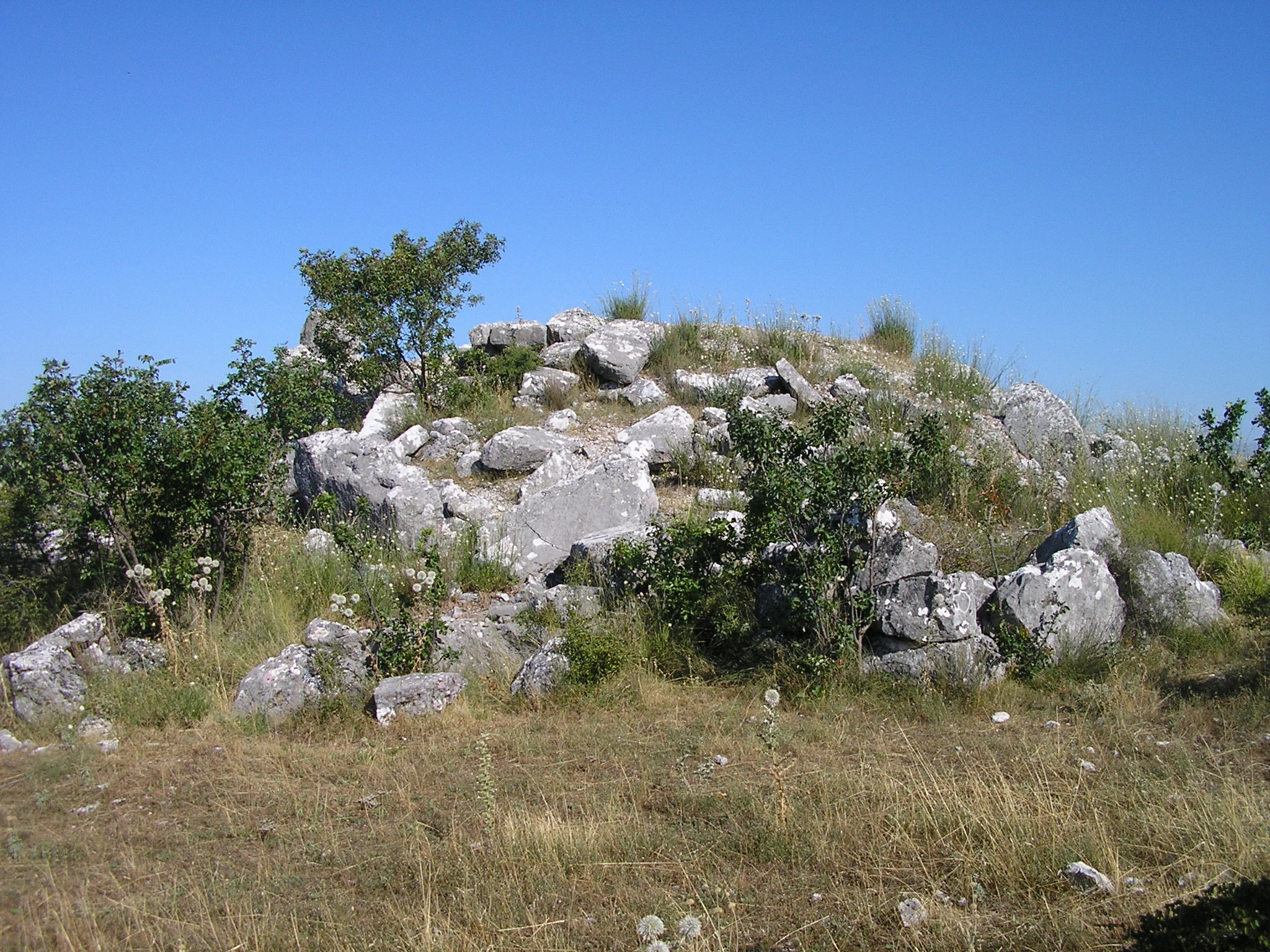
Ruiny (2019)